# 767 v.Chr.
Het jaar 767 v.Chr. is een jaartal volgens de christelijke jaartelling.

## Gebeurtenissen

### Palestina
- Koning Uzzia (767 - 740 v.Chr.) heerser over het koninkrijk Juda.

### Egypte
- Farao Osorkon IV verovert het vorstendom van de Ma in Saïs, hij begint zijn macht over de Nijl-delta uit te breiden.

## Overleden
- Amasja, koning van Juda